# María Sánchez Rodríguez
María Sánchez Rodríguez (Còrdova, 1989) és una veterinària, poeta, escriptora i feminista andalusa. Participa en diversos mitjans de comunicació i té una important presència en les xarxes socials (especialment a twitter), on escriu sobre temes relacionats amb l'àmbit rural, la ramaderia extensiva, el feminisme i la literatura. Cuaderno de campo (La Bella Varsovia, 2017) va ser el seu primer poemari publicat, i Tierra de mujeres el seu primer llibre d'assaig (Seix Barral, 2019), si bé poemes seus ja havien sigut publicats amb anterioritat a l'antologia Apuestas (La Bella Varsovia, 2014). Alguns dels seus poemes han estat traduïts a l'anglès, el francès i el portuguès. És col·laboradora de la càtedra de ramaderia ecològica de la Universitat de Còrdova.
La seva família és originària de la Sierra Norte de Sevilla.
El seu pare i el seu avi també eren veterinaris de bestiar, i ella ha estat la primera dona de la familia a dedicar-se a aquest ofici. Es va llicenciar en veterinària a la Universitat de Còrdova l'any 2014, i actualment treballa a l'associació ACRIFLOR (Asociación Nacional de Criadores de Ganado Caprino de Raza Florida), on a més de ser responsable de comunicació, també dona servei veterinari a unes 90 granges de cabrum d'Espanya i Portugal.
El 2019 la Fundación Estudios Rurales li va concedir el premi "Orgullo Rural", per ser un "pont de divulgació del medi rural", i el Instituto de la Juventud de España (INJUVE) li va atorgar el "Premio Nacional de Juventud de Cultura", per haver contribuït amb la seva poesia a "visibilitzar amb caràcter modèlic i innovador la necessitat de mantenir la vida rural".